# Sclerocypha bisignata
Sclerocypha bisignata – gatunek ważki z rodziny Chlorocyphidae; jedyny przedstawiciel rodzaju Sclerocypha. Endemit indonezyjskiej wyspy Celebes.